# Chuck Jones
Charles Martin "Chuck" Jones (Spokane, 21 de setembro de 1912 — Corona Del Mar, 22 de fevereiro de 2002) foi um animador, diretor cinematográfico, produtor, roteirista e cartunista americano, mais memorável pelo seu trabalho nos curta-metragens das séries Looney Tunes e Merrie Melodies no estúdio Warner Bros. Cartoons.

## Carreira

### Carreira na Warner Bros. Pictures (1933 - 1962)
Chuck Jones trabalhou na realização de cartoons dos Looney Tunes e Merrie Melodies com várias personagens, tais como, Pernalonga, Patolino, Pepe le Pew e ainda com Papá-Leguas e Coiote que também os criou. Realizou cartoons, tais como, Duck Amuck, One Froggy Evening e What's Opera, Doc?, e sua famosa "Trilogia da Caça", que consiste em Rabbit Fire, Rabbit Seasoning, e Duck! Rabbit! Duck! (1951–1953). Na Warner Bros. inicialmente apresentou-se ao público como Charles Jones, a seguir com Charles M.Jones e depois Chuck Jones. 

#### Demissão
A produção de "Gay Purr-ee" (1962) foi distribuida pela Warner Bros., mas produzia na UPA. O contrato que Jones assinou e foi renovando ao longo dos anos continha uma cláusula que sugeria que tinha de trabalhar exclusivamente para a Warner Bros. Pictures. Em julho de 1962, Jones foi descoberto e demitido pela Warner.  

### Carreira na Sib Tower 12 Productions (1962 - 1966)
Chuck Jones e Les Goldman fundaram a companhia Sib Tower 12 Productions e começou a produzir desenhos animados para a Metro-Goldwyn-Mayer, incluindo uma nova série de Tom e Jerry e uma adaptação do best-seller infantil How the Grinch Stole Christmas, do Dr. Seuss. Conseguiu também reunir a companhia da Warner Bros. que trabalhou com Jones durante 29 anos nos Looney Tunes.

### Carreira na Chuck Jones Film Production
Mais tarde, Chuck Jones, fundou a sua própria companhia, a Chuck Jones Film Productions, no qual criou vários especiais de televisão, além de trabalhar periodicamente em projetos dos Looney Tunes.

## Morte
Faleceu aos 89 anos de insuficiência cardíaca.

Painel da MGM de Tom e Jerry no período de Chuck Jones.